# 統一国民運動 (グルジア)
統一国民運動（とういつこくみんうんどう、グルジア語: ერთიანი ნაციონალური მოძრაობა, Ertiani Natsionaluri Modzraoba, ENM）はジョージアの政党。
ミヘイル・サアカシュヴィリが指導者であった事で知られている。

## 歴史
UNMは2001年10月、ミヘイル・サアカシュヴィリにより設立された。改革派政党であり、NATOや欧州連合との連携に好意的で、しかし同時にアブハジアと南オセチアの分離主義者による自称国家に対してはトビリシ政府による統治の回復を志向していた。
元来は中道左派政党であったが、バラ革命以降は中道右派に軸足を移し、そして政治的・経済的・文化的リベラリズムと市民ナショナリズムを結び付けた。その政治的優先事項には、運動の主な支持基盤である低所得層への社会サービスの改善、汚職との戦い、そしてビジネスを遂行する上での行政的障壁の縮小が含まれていた。UNMの指導者たちは、自らをリベラル保守と位置づけ、2007年9月には中道右派・欧州人民党 (EPP) のオブザーバー会員となった。
2003年11津期、サアカシュヴィリと他の野党指導者たちは、エドゥアルド・シェワルナゼ政権に対する緩やかな同盟である「統一人民同盟」を結成し、これには統一国民運動、連合民主党、国民団結連合、青年運動「クマラ」が参加した。
統一国民運動と野党協力者たちは、2003年11月の政治危機において中心的役割を果たし、シェワルナゼ大統領を退陣に追い込んだ。野党は
国内及び国際監視団が数多くの不正があったと非難した2003年11月2日の議会選挙の結果に、野党諸党は強硬に異議を唱えた。シェワルナゼの退陣後、運動は連合民主党及び国民団結連合と共に、サアカシュヴィリを2004年1月4日の大統領選挙における野党候補にと押し上げる勢力に参加し、彼は圧倒的多数で勝利した。

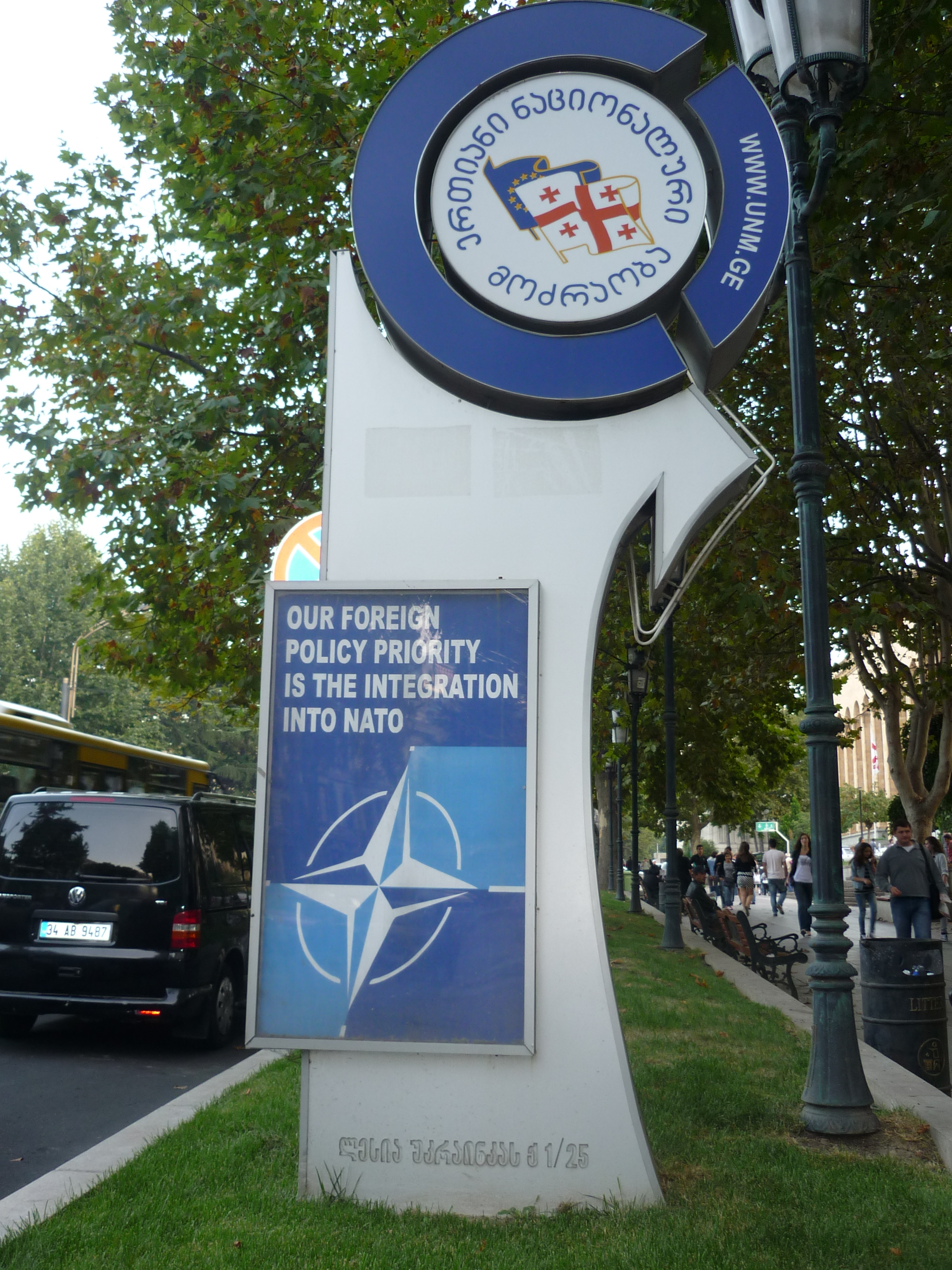
統一国民運動により設置された親NATOシンボル

2004年2月5日、統一国民運動と連合民主党は合併し、UNMの名を存続させたが、議会における会派は国民運動＝民主 (ნაციონალური მოძრაობა-დემოკრატები) と呼ばれた。議会では150議席中135議席を占めて再編後の政界を席巻したが、次第にデモ隊の鎮圧など強権的な手法が目立つようになった。
2008年、議会選挙でUNMは59.1%を得票するなど2004年には及ばないながら高い支持率を維持して150議席中119議席を配分された。しかし同年に行われた南オセチア侵攻とその失敗によってサアカシュヴィリ政権への不満が表面化し、政府の汚職や腐敗なども追及され始めた。
2012年、議会選挙でUNMの得票率は40.3%にまで下落して150議席中65議席に後退、反UNMの政党連合・グルジアの夢＝民主グルジアに敗れて議会第2党となった。イヴァネ・メラビシヴィリ首相が退陣に追い込まれてUNMは野党となったが、党首であるサアカシュヴィリが大統領職に留まるなど一定の影響力は維持した。
2013年、サアカシュヴィリが任期を終えて大統領を退任すると、UNMは野党候補としてダヴィト・バクラゼ前国会議長を擁立したが、与党候補のギオルギ・マルグベラシビリ前第1副首相に敗北した。首相・大統領職の双方を失う危機的状況の最中、サアカシュヴィリはウクライナに出国して事実上の亡命を行った。党首が党を見捨てる行動を取った事は大きな混乱を招いた。
2015年、サアカシュヴィリはウクライナ国籍を取得して亡命先の政治家となった。
2016年、議会選挙でUNMは得票率27.11%に急落する大敗を喫して150議席中27議席しか獲得できず、党内でも反サアカシュヴィリ派の動きが高まりを見せた。
2017年、21名の議員がUNMを離党、ダヴィト・バクラゼを党首とする新党「自由のための運動・欧州ジョージア」を結党した。これによってUNMは150議席中6議席の小政党に転落した。

## 選挙結果
| 選挙   | 党首                       | 得票数    | 得票率 | 議席数    | 増減 | 順位   | 与野党 |
| ------ | -------------------------- | --------- | ------ | --------- | ---- | ------ | ------ |
| 2003年 | ミヘイル・サアカシュヴィリ | 345,197   | 18.1   | 32 / 150  | 32   | 第三党 | 野党   |
| 2004年 | ミヘイル・サアカシュヴィリ | 1,027,070 | 67.0   | 135 / 150 | 103  | 第一党 | 与党   |
| 2008年 | ミヘイル・サアカシュヴィリ | 1,050,237 | 59.18  | 119 / 150 | 16   | 第一党 | 与党   |
| 2012年 | ヴァノ・メラビシュビリ     | 873,233   | 40.34  | 65 / 150  | 54   | 第二党 | 野党   |
| 2016年 | ダヴィト・バクラゼ         | 477,143   | 27.11  | 27 / 150  | 38   | 第二党 | 野党   |
| 2020年 | グリゴル・ヴァシャゼ       | 523,127   | 27.18  | 25 / 150  | 2    | 第二党 | 野党   |
| 2024年 | ティナ・ボクチャヴァ       | 211,216   | 10.17  | 8 / 150   | 17   | 第三党 | 野党   |

## 関連文献
- Ghia Nodia, Álvaro Pinto Scholtbach: The Political Landscape of Georgia: Political Parties: Achievements, Challenges and Prospects. Eburon, Delft 2006, ISBN 90-5972-113-6
- Lincoln A. Mitchell: Uncertain Democracy: U.S. Foreign Policy and Georgia's Rose Revolution. University of Pennsylvania Press 2008, ISBN 0-8122-4127-4